# Duroc (gris)
Denna artikel handlar om svinrasen. För företaget, se Duroc

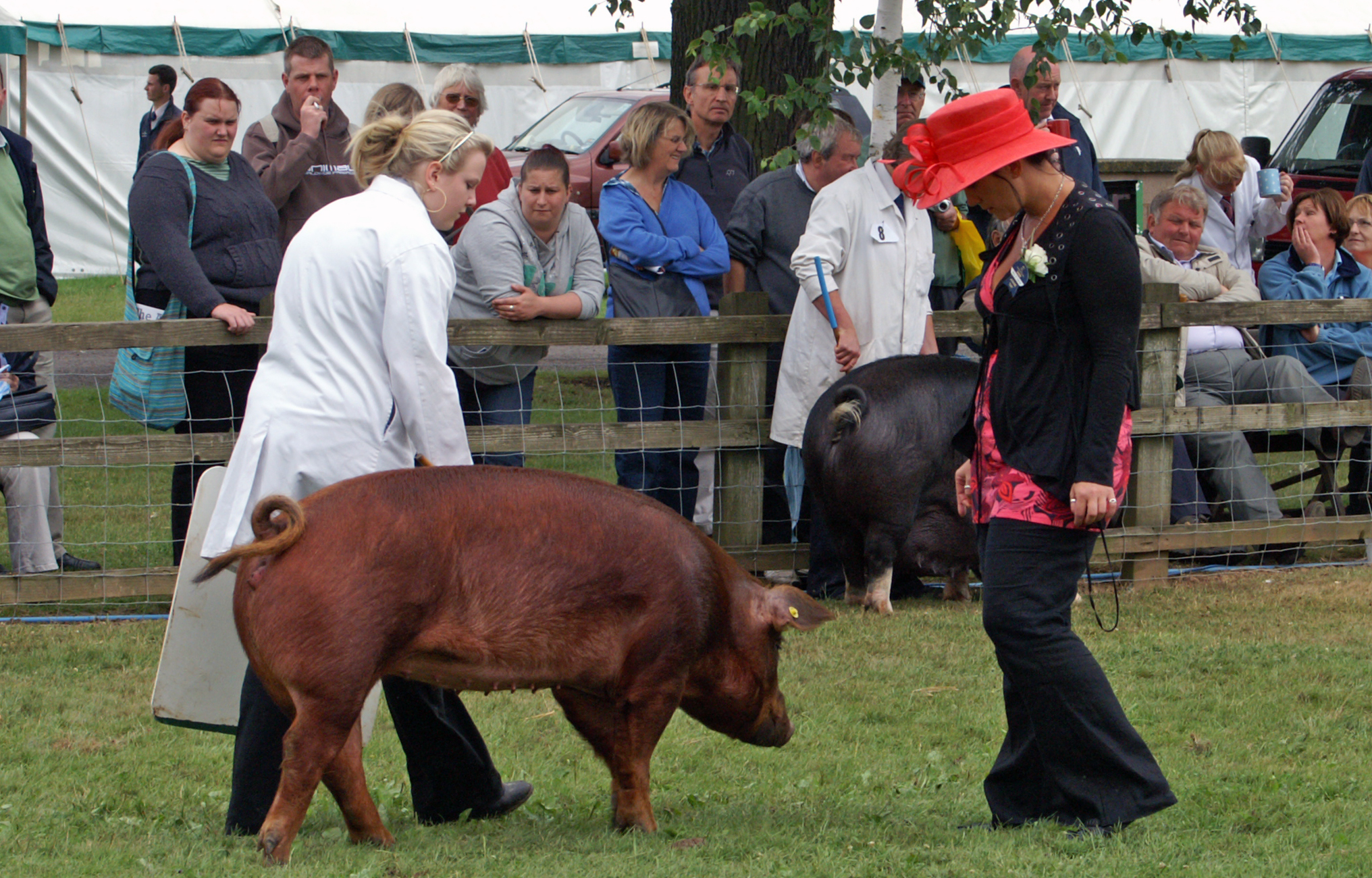
Duroc-gris

Duroc är en grisras. Durocsvinen är några av de minst aggressiva av de olika grisraserna.[källa behövs] I Sverige används Durocgalter vid korsningsbefruktningar.